# يوليا تشيبالوفا
يوليا تشيبالوفا (Yuliya Chepalova) (بالروسية: Ю́лия Анато́льевна Чепа́лова) هي لاعبة أولمبية لرياضة تزلج ريفي من روسيا. شاركت في الأولمبياد الشتوي في 1998–2006، وفازت بما مجموعه 6 ميداليات.

## الميداليات
| ذهب | فضة | برونز | المجموع |
| 3   | 2   | 1     | 6       |

## روابط خارجية
- يوليا تشيبالوفا على موقع الاتحاد الدولي للتزلج (التزلج الريفي) (الإنجليزية)
- يوليا تشيبالوفا على موقع اللجنة الأولمبية الدولية (الإنجليزية)
- يوليا تشيبالوفا على موقع أوليمبيديا (الإنجليزية)